# おいしい銀座
『おいしい銀座』（おいしいぎんざ）は、酒川郁子（原案九十九森、単行本4巻まで連名）による日本の漫画作品。2008年に、この作品を原作としたテレビドラマが制作・放送された。

## 概要
2001年8月から2008年8月まで、『office YOU』（創美社）で連載。銀座の百貨店カドヤで働く主人公が地下食料品売り場を舞台に、さまざまな人や食材と出会い、バイヤーとして成長する姿を描いた料理・グルメ漫画。単行本全22巻。

## あらすじ
主人公、斐馬真理はそれまで勤務していた銀行をリストラされ銀座老舗カドヤ百貨店に再就職する。しかし、カドヤ百貨店もまた倒産寸前の窮地に立たされていた。地下食品売り場に配属された真理の奮闘が始まる。

## 登場人物
斐馬真理（ひうま まり）
主人公。食いしん坊なデパートガール。以前は銀行に勤務していたが、リストラの憂き目にあい、幼い頃に母とよく来店していたカドヤ百貨店に再就職した。実家は洋食店だったが、真理が幼い頃に榎木田の実家のスーパーが火災になり、逃げ遅れた榎木田を真理の父が救助しようとして死亡し、その後は母と二人暮らしだったが、その母も病により他界している。
榎木田純一（えのきだ じゅんいち）
カドヤ食品部のゼネラル・マネージャー。真理の上司であり、幼馴染。食品部門からのカドヤ立て直しを図る。実家はスーパーマーケットを経営していたが、火災により消失(この際幼少時の榎木田が逃げ遅れて、彼を救助した真理の父が死亡している)ドラマでは幼馴染でなく、冷徹な性格のカリスマフードコーディネーターで新たに着任したという設定である。
宇野（うの）
カドヤ百貨店内にあるパン店の店主。真理や榎木田とは昔からの知人で彼らからは「宇野のおじさん」と呼ばれている。

## テレビドラマ
『おいしいデパ地下』（おいしいデパちか）のタイトルで、2008年1月4日、午後11時30分 - 午前0時25分（一部放送局を除く）、テレビ朝日系列で放送。制作はテレビ朝日。ドラマに出たグルメを実際お取り寄せできる通販の試みがなされた。視聴率は5.1%。

### キャスト・スタッフ
キャスト
- 斐馬真理：鈴木亜美
- 榎木田純一：西村和彦
- 柏木健作：五十嵐隼士
- 養豚場のオーナー：不破万作
- 養豚場のオーナーの妻：梅沢昌代

スタッフ
- 原作：酒川郁子
- 脚本：國澤真理子
- 演出：二宮浩行
- プロデューサー：大江達樹